# Бродді Крістьянссон
Заголовок цієї статті — це ісландське ім'я, де Бродді — особове ім'я, а Крістьянссон — ім'я по батькові. 
Бродді Крістьянссон (ісл. Broddi Kristjánsson; народився 8 грудня 1960) — ісландський бадмінтоніст. 
Учасник Олімпійських ігор 1992 в одиночному і парному розрядах. В одиночному розряді поступився у першому раунді тайцю Chiangta Teeranun 0:2 (2-15, 12-15). В парному розряді з Арні Тоур Халльгрімсоном поступився гонконзькій парі Chan Siu Kwong/Ng Pak Kum 1:2.
Чемпіон Ісландії в одиночному розряді (1980, 1981, 1982, 1983, 1984, 1986, 1988, 1989, 1990, 1992, 1993, 1995, 1998, 2002), в парному розряді (1980, 1981, 1982, 1984, 1985, 1986, 1987, 1990, 1991, 1992, 1993, 1994, 1995, 1996, 1997, 1998, 1999, 2003, 2005, 2006), в змішаному парному розряді (1982, 1983, 1984, 1985, 1986, 1992, 1994, 1996, 1999). 
Переможець Iceland International в одиночному розряді (1987, 1989, 1990, 1994, 1995), в парному розряді (1987, 1989, 1990, 1994, 1995, 1996, 1998), в змішаному парному розряді (1987, 1989, 1991).